# Kacza Góra (Cichawka)
Kacza Góra – część wsi Cichawka w Polsce położona w województwie małopolskim, w powiecie bocheńskim, w gminie Łapanów. Znajduje się na wierzchowinie oraz południowych i wschodnich stokach wzniesienia Kacza Góra na Pogórzu Wiśnickim.
W latach 1975–1998 Kacza Góra należała administracyjnie do województwa tarnowskiego.